# William Joynson-Hicks, 1. Viscount Brentford

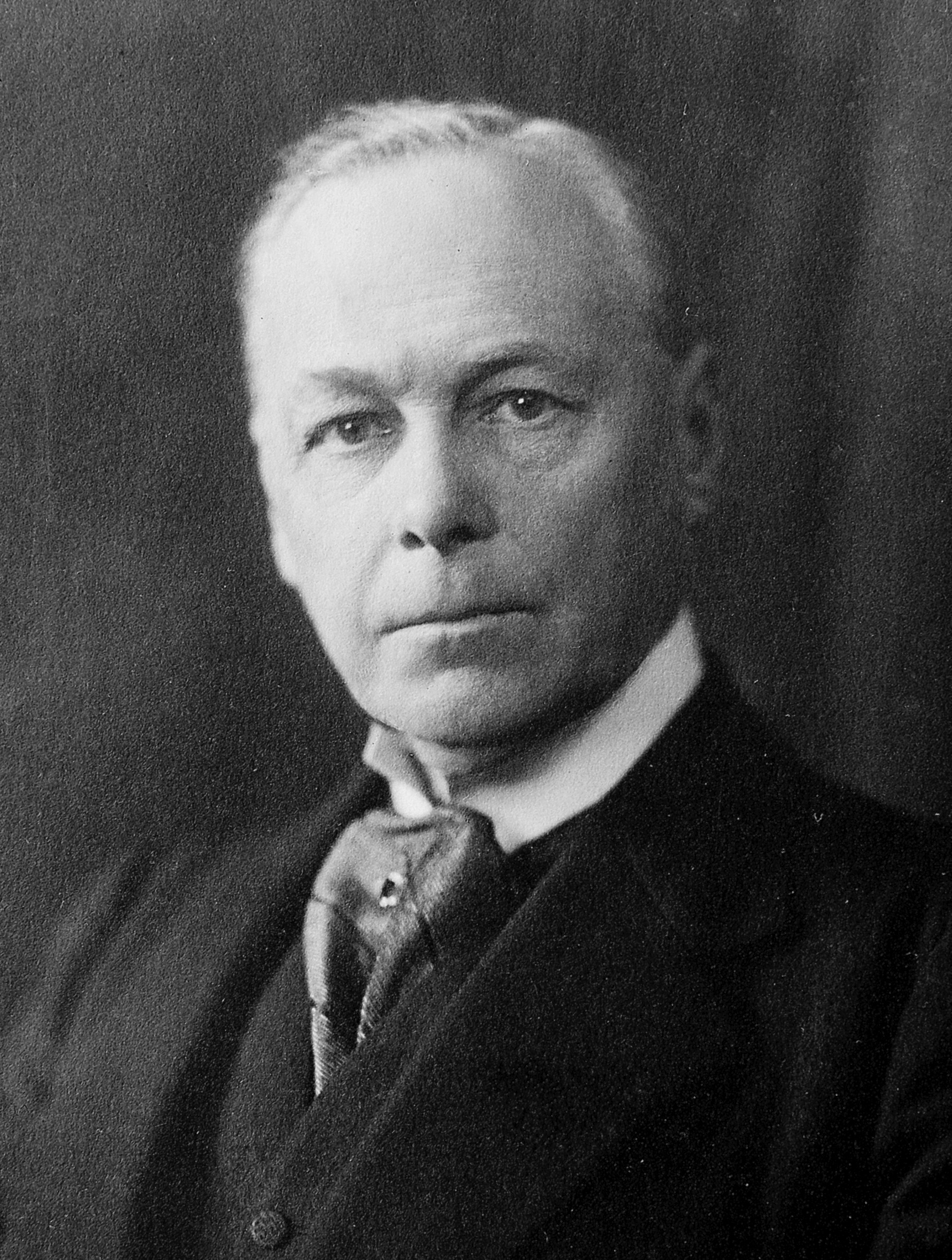
William Joynson-Hicks, 1923

William Joynson-Hicks, 1. Viscount Brentford PC (* 23. Juni 1865 in Plaistow Hall, Kent, England; † 8. Juni 1932 in St James’s, London), genannt Jix, war ein britischer Politiker (Conservative Party). Er ist heute vor allem noch aufgrund seines rigiden Rechtskurses als britischer Innenminister in den Jahren 1924 bis 1929 bekannt. 1919 wurde Joynson-Hicks zum Baronet ernannt, 1929 zum Viscount Brentford.

## Leben und Wirken

### Frühes Leben (1865–1900)
William Joynson-Hicks wurde 1865 als William Hicks, der älteste Sohn von Henry Hicks und seiner Ehefrau Harriett, einer Tochter von William Watts geboren. Von 1875 bis 1881 besuchte er die Merchant Taylors’ School in London. Mit 14 Jahren legte er dort den Eid ab, niemals Alkohol zu trinken, den er allem Anschein nach sein Leben lang einhielt.
Nach dem Schulabschluss begann Joynson-Hicks, als Anwalt zu arbeiten. Sein Vater, der damals der stellvertretende Vorsitzende der London General Omnibus Company und des City Common Councils war, verschaffte ihm erste gut dotierte Aufträge als Vertreter der Verkehrsbetriebe bei Rechtsstreiten.
Während einer Italienreise in den frühen 1890er-Jahren lernte Hicks die Familie Joynson kennen, die der Geldaristokratie der Industriestadt Manchester angehörte. Am 12. Juni 1895 heiratete er Gracy Lynn Joynson, die einzige Tochter der Familie. 1896 änderte er seinen Nachnamen anlässlich seiner Aufnahme in die Familie Joynson in Joynson-Hicks.
Joynson-Hicks Schwiegervater, ein wohlhabender Seidenfabrikant, nutzte seinen Einfluss als einer der führenden Männer in Manchester, um die berufliche und politische Karriere des Schwiegersohns zu fördern. Insbesondere in den konservativen und evangelikalen Kreisen der Stadt, in denen sein Schwiegervater fest verankert war, gelang es Joynson-Hicks, großen Rückhalt zu finden. 1898 wurde er offiziell zu einem der konservativen Kandidaten Manchesters in zukünftigen Wahlen gekürt.

### Tätigkeit als Lobbyist und Funktionär
1907 wurde Jix zum Vorsitzenden der Motor Union, der Interessengruppe der britischen Kraftfahrer, gewählt. Dieses Amt behielt er – auch nach der Fusion der Union mit der Automobile Association im Jahre 1911 – bis 1922 bei. In dieser Eigenschaft setzte er unter anderem die Zulässigkeit der Warnpatrouillen der Automobile Association durch, die Autofahrer vor polizeilichen Geschwindigkeitsfallen warnten. Weitere Verbände, in denen Joynson-Hicks führend mitwirkte, waren die Lancashire Commercial Motor Users’ Association, die National Threshing Machine Owners’ Association und die National Traction Engine Association. Daneben war er Mitglied im Finanzkomitee der YWCA. Privat galten seine Interessen neben dem Automobil auch der Fliegerei und dem Telefon, über deren Funktionsweise er sich ein profundes Verständnis aneignete. 1906 veröffentlichte er als Physiker das „Law of Heavy and Light Mechanic Traction of Highways“.
Die Begeisterung Joynson-Hicks als eines traditionalistischen, evangelikalen Anwalts für moderne Technologie rief in der britischen Öffentlichkeit aufgrund der Kuriosität, die man in diesen vermeintlichen Gegensätzen sah, weit verbreitetes Amüsement aus.

### Politische Anfänge (1900–1911)
In den Wahlen von 1900 und 1906 kandidierte er erfolglos für einen Sitz im Unterhaus in einem der sechs Wahlkreise im Bezirk Manchester. 1900 unterlag er dabei gegen Charles Swann und 1906 gegen Winston Churchill. 1908 gelang es ihm schließlich, anlässlich einer Nachwahl in seiner Heimatstadt Manchester das Mandat für den Wahlkreis Manchester North West zu erringen und ins Parlament einzuziehen.
Sein Kontrahent bei dieser Wahl war der liberale Politiker Winston Churchill, der kurz zuvor zum Handelsminister in der Regierung von Herbert Henry Asquith ernannt worden war. Gemäß dem damals geltenden „Ministers of the Crown Act“ war Churchill dazu verpflichtet, sich anlässlich seiner Ernennung zum Kabinettsminister einer Neuwahl zu stellen, um sein Parlamentsmandat von den Wählern bestätigen zu lassen. Churchills Niederlage gegen Joynson-Hicks in der Manchester-Wahl, der einer der härtesten Wahlkämpfe der britischen Parlamentsgeschichte vorausgegangen war – Blythe spricht sogar vom „most brillaint, entertaining and hilarious electoral fight of the century“ –, war eine allgemeine Überraschung.
Joynson-Hicks’ Sieg über Churchill, der den Tories damals aufgrund seines Wechsels von den Konservativen zu den Liberalen 1904 als „Parteiverräter“ und „Überläufer“ verhasst war, brachte ihm große Popularität in seiner Partei und im ganzen konservativen Lager ein. Churchill gelang es indessen, wenige Wochen später, bei einer anderen Nachwahl in Dundee ein Parlamentsmandat zu erringen, so dass er seinen Sitz im Kabinett einnehmen konnte.
Zur selben Zeit wurde es im ganzen Land allgemein üblich, Joynson-Hicks’ Nachnamen zu Jix zu verballhornen, der ihn für den Rest seines Lebens begleiten sollte. Während seine Sympathisanten dies aus warmer Zuneigung taten, griffen seine politischen Gegner aus Ekel und Spott zu dieser Praxis. Im Parlament fiel er bereits zu dieser Zeit aufgrund seines „engstirnigen konservativen Populismus“ auf. So nannte Joynson-Hicks den Labour-Führer Keir Hardie einen „lepraverseuchten Verräter“ (leprous traitor), dessen Ziel die Niederstreckung der zehn Gebote sei. Der Schriftsteller H. G. Wells brandmarkte Joynson-Hicks dafür in einem offenen Brief an die Labour-Anhänger mit den Worten: „Jix represents absolutely the worst (…) in British political life…an entirely undistinguished man…and an obscure and ineffectual nobody.“
In den Wahlen vom Januar 1910 gelang es Joynson-Hicks nicht, seinen Sitz im Unterhaus zu verteidigen. Nachdem sein Versuch, bei Nachwahlen in Sunderland im Dezember 1910 ins Unterhaus zurückzukehren, erfolglos geblieben war, gelang ihm dies ein Jahr später im März 1911 dank einer Nachwahl im Wahlkreis Brentford, wo er auf Alwyne Compton folgte.

### Parlamentarier und Minister (1912–1924)
Nach seiner Rückkehr ins Parlament fiel Hicks vor allem als Vertreter des äußersten rechten Flügels seiner Partei und als Experte für Kraft- und Luftfahrt auf. Während des Ersten Weltkrieges tat er sich vor allem als Fürsprecher einer starken britischen Luftwaffe und durch Vorschläge, wie man den deutschen Zeppelinangriffen am besten beikommen könnte, hervor. In seinem Pamphlet „The Command of the Air“ plädierte er für eine unterschiedslose Bombardierung offener deutscher Städte wie Berlin, um die deutsche Bevölkerung zu terrorisieren und so zu einer Antikriegshaltung zu veranlassen. 1919 sah es so aus, als ob seine Karriere beendet sei.
1920 ging Hicks auf eine Reise in den Sudan und nach Indien, wo er ein politisches Statement abgab, indem er in Amritsar Station machte und erklärte, dass er das Massaker von britischen Truppen unter dem Kommando von General Reginald Dyer an indischen Demonstranten für gerechtfertigt halte.
Bis 1922 hatte er sich den Ruf eines „die hards“, eines extremen Reaktionärs („Betonkopf“), „erarbeitet“. Im gleichen Jahr trat er als einer der entschiedensten Gegner der Beteiligung der Konservativen an der seit 1915 bestehenden Koalitionsregierung mit den Liberalen auf. Mit seiner koalitionsfeindlichen Haltung leistete er einen Beitrag zum Sturz der Koalitionsregierung im Herbst desselben Jahres, dem die Etablierung einer konservativen Alleinregierung folgte. Seine extreme Haltung in den vergangenen Jahren half ihm nun, in Amt und Ehren zu gelangen, da er – anders als viele andere Konservative – im Falle einer Berufung in die neue konservative Regierung nicht in der Gefahr stand, mit den Unterstützern der alten Koalitionsregierung identifiziert zu werden.
In der neuen 15 Monate währenden konservativen Regierung unter Andrew Bonar Law und später unter Stanley Baldwin wurde er zunächst Parlamentarischer Staatssekretär für Überseehandel im Board of Trade sowie kommissarischer Staatssekretär im Schatzamt im Range eines Kabinettsministers und dann in schneller Abfolge Generalzahlmeister, Generalpostmeister und schließlich Gesundheitsminister.
In seiner Funktion als Finanzsekretär ließ Joynson-Hicks am 19. Juli 1923 im Hansard die Ankündigung veröffentlichen, dass der Staat Steuerhinterzieher nicht verfolgen würde, die ein volles Geständnis ablegen und die ausstehenden Steuern, Zinsen oder Bußen entrichten würden.
Während der kurzen Oppositionszeit der Konservativen zwischen Januar und November 1924 fungierte Joynson-Hicks als einer der Führer der Opposition.

### Innenminister (1924–1929)
In der 1924 gebildeten neuen konservativen Regierung unter Baldwin wurde Joynson-Hicks Innenminister (Home Secretary). In diesem Amt verfocht er eine extrem puritanische und illiberale Linie, die der britische Politiker und politische Biograf Roy Jenkins – ein späterer Nachfolger von Hicks im Amt des Innenministers – als einen Kurs von „sauertöpfischem Obskurantismus“ („course of dour obscurantism“) bezeichnete, von dem sich das britische Innenministerium erst nach „drei bis vier Jahrzehnten“ erholt habe. Andere Autoren sprachen davon, dass das Home Office einen „leap in the dark“ gemacht habe.
Ein Beispiel für Joynson-Hicks' puritanischen Eifer war seine Politik, literarische Werke, die er als „pornographisch“ erachtete, wie etwa die Bücher von D. H. Lawrence und Radclyffe Hall und sogar eine Übersetzung des Decameron, gnadenlos zu verfolgen. Auf der gleichen Linie lagen seine Versuche, die Kultur der Nachtklubs – die er regelmäßig mit Razzien überzog – zu verbannen sowie alle möglichen anderen „Auswüchse“ der Nachkriegszeit auszumerzen. Die britische Presse verspottete Joynson-Hicks aufgrund der Borniertheit und Rückständigkeit, die sie in seinem Kampf gegen das freie literarische Schaffen erblickte, als einen Banausen, dem das geistige Format fehle, um die literarische Größe der von ihm verfemten Werke zu erkennen. Der Satiriker A. P. Herbert nahm die Anstrengungen des Innenministers zum Anlass, um diesen in der Komödie The Two Gentlemen of Soho „auf die Schippe zu nehmen“. Der Dichter Edmund Clerihew Bentley veröffentlichte wiederum einen „Clerihew“, ein Spottgedicht, nach dem Joynson-Hicks nur bis sechs zählen konnte während der Karikaturist David Low ihn zu einem seiner Lieblingsopfer machte.
Trotz dieser Aktivitäten und Haltungen, die vor allem Linke und Intellektuelle gegen ihn aufbrachte, erfreute sich Joynson-Hicks in anderen Teilen der Bevölkerung, so etwa in der Boulevardpresse, großer Beliebtheit. Verschiedentlich tauchte die Überlegung auf, dass Baldwin Joynson-Hicks zum Minister gemacht habe, um die Aufmerksamkeit der Öffentlichkeit mit einer „Witzfigur“ zu amüsieren und von den eigentlichen Aktivitäten der Regierung abzulenken. Lord Beaverbrook meinte über den unerwarteten späten Erfolg Hicks: „He is one of those curious products you sometimes get in politics, a man who is thought a fool by his colleagues, a fine fellow by the private member, and a romantic hero by the chairman of the local conservative association.“
Während des Generalstreiks von 1926 gehörte Joynson-Hicks zu jenen Kabinettsmitgliedern, die dafür eintraten, den Streikenden gegenüber eine „harte“ Linie einzunehmen, d. h. den Streik auf dem Weg der Konfrontation, in letzter Konsequenz mit Gewalt, niederzudrücken. Premierminister Baldwin entschied sich allerdings für ein flexibleres Vorgehen. Im selben Jahr wohnte Joynson-Hicks in seiner Eigenschaft als Innenminister als amtlicher Zeuge der Geburt der späteren Königin Elisabeth II bei.
1927 tat Joynson-Hicks sich im Unterhaus als ein Gegner einer Überarbeitung des Book of Common Prayer, des Gebetbuchs der Anglikanischen Kirche, hervor, da er meinte, eine solche Änderung würde die protestantischen Wurzeln der Anglikanischen Kirche überdecken. Die Änderungen wurden dann sowohl in diesem Jahr als auch nochmals im folgenden Jahr abgelehnt. Erfolgreicher waren Joynson-Hicks' Anstrengungen zur umfassenden Motorisierung der britischen Polizeikräfte.
Zum – „versehentlichen“ – sozialpolitischen Reformer wurde Joynson-Hicks, als er 1925, ohne vorherige Absprache mit dem Premierminister, in einer Parlamentsdebatte, im „Eifer des Redeflusses“, äußerte, dass die Konservativen beabsichtigen würden, in Zukunft das Wahlrecht auf alle Frauen (Frauenwahlrecht) auszuweiten, die älter als 21 Jahre seien – zuvor waren nur alleinstehende Frauen, die älter als dreißig Jahre waren, wahlberechtigt gewesen. Auf diese Weise unter Zugzwang geraten, mussten die Konservativen dieses Versprechen anlässlich der Wahlen von 1928 einlösen, in deren Vorfeld das Wahlalter der Frauen dem der Männer angeglichen wurde.
Seit seiner Ernennung zum Innenminister meinten zahlreiche Beobachter zudem, einen steigenden politischen Ehrgeiz Joynson-Hicks ausmachen zu können: So vermerkte etwa Joynson-Hicks Kabinettskollege Leopold Amery in seinen Tagebüchern, dass bereits im Oktober 1925 Gerüchte über „Jixs“ Ambitionen auf das Amt des Premierministers die Runde gemacht hätten. Lord Beaverbrook meinte im August 1928 gar, „Jix is the only possible successor of Baldwin“ und bedrängte ihn noch im Oktober 1931, ein eigenes Schattenkabinett zu formen. Die meisten seiner Kollegen sahen den Ehrgeiz Joynson-Hicks indessen als in keiner Weise seiner realen Position entsprechend und geradezu lächerlich an und sahen dadurch nur die Auffassung von Jix als dem „Joker“ in Baldwins Kabinettrunde bestätigt.

### Späte Jahre
Nach dem konservativen Machtverlust in den Wahlen von 1929 akzeptierte Joynson-Hicks die Peers-Würde als Viscount Brentford. Er blieb in der Folge zwar eine führende Figur seiner Partei, wurde aber aufgrund seiner schwindenden Gesundheit nicht dazu aufgefordert, in die Allparteienregierungen vom August und vom November 1931 einzutreten. Seit 1923 gehörte er dem Privy Council, seit 1929 dem Privy Council für Nordirland an.
Joynson-Hicks starb im Alter von 66 Jahren im Juni 1932.

## Schriften
- The Law of Heavy and Light Mechanical Transport, 1906
- The Command of the Air, 1916.
- The Prayer Book Crisis, 1928.
- Do We Need a Censor?, 1929.